# Bikar (Ailinglaplap)
Bikar (auch: Bigeer Island, Bigiiru-tō) ist eine Insel des Ailinglaplap-Atolls in der Ralik-Kette im ozeanischen Staat der Marshallinseln (RMI).

## Geographie
Das Motu liegt im Nordsaum des Riffs zwischen Ennak (O) und Mejajok (SW). Das Motu ist grob dreieckig.

## Klima
Das Klima ist tropisch heiß, wird jedoch von ständig wehenden Winden gemäßigt. Ebenso wie die anderen Orte der Ailinglaplap-Gruppe wird Bikar gelegentlich von Zyklonen heimgesucht.